# Xã Dixon, Quận Sumner, Kansas
Xã Dixon (tiếng Anh: Dixon Township) là một xã thuộc quận Sumner, tiểu bang Kansas, Hoa Kỳ. Năm 2010, dân số của xã này là 657 người.